# Bengalia labiata
Bengalia labiata este o specie de muște din genul Bengalia, familia Calliphoridae, descrisă de Robineau-desvoidy în anul 1830. Conform Catalogue of Life specia Bengalia labiata nu are subspecii cunoscute.